# Ághy Sándor
Ághy Sándor (Kecskemét, 1856. szeptember 27. – Budapest, 1942. január 31.) színész, ruhatárnok, ügyelő.

## Életútja
Ághy Lajos és Bán Erzsébet fiaként született. 1874-ben lépett színi pályára Völgyi Györgynél. Hosszú ideig működött Kolozsvárott, majd 41 évi színészkedés után 1915. június 1-jén búcsút mondott a világot jelentő deszkáknak. Főleg kisebb szerepekben tűnt fel színművekben és operettekben.
Felesége Zách Veron (Váradolaszi, 1874. jan. 11.–Bp., 1966. márc. 24.) színésznő, aki 1893. október 3-án lépett először színpadra, Leszkay Andrásnál, s férjével együtt szerepelt. Lánya Ághy Erzsi színésznő.

## Fontosabb szerepei
- Samusin (Strauss: Bőregér)
- Dr. Müller (Sardou: Fedora)

## Működési adatai
1873: Szuper Károly; 1874: Völgyi György, Krecsányi Ignác; 1875: Lászy Vilmos; 1876: Csóka Sándor, Krecsányi Ignác; 1880: Bényei István; 1881: Polgár Gyula; 1883–85: Jakab Lajos; 1885: Tóth Béla; 1886: Mosonyi Károly; 1887–89: Aradi Gerő; 1889–91: Somogyi Károly; 1891: Kolozsvár; 1892: Makó Lajos; 1893–96: Leszkay András; 1896–1915: Megyeri Dezső, Follinus Aurél és Janovics Jenő.